# Orchistomella tentaculata
Orchistomella tentaculata är en nässeldjursart som först beskrevs av Mayer 1900.  Orchistomella tentaculata ingår i släktet Orchistomella och familjen Melicertidae. Inga underarter finns listade i Catalogue of Life.